# Rutgerus Rescius
Rutgerus Rescius, forma latinizzata di Rutger Ressen, detto anche Dryopolitanus (Maaseik, 1497 circa – Lovanio, 2 ottobre 1545), è stato un grecista e editore fiammingo.

## Biografia

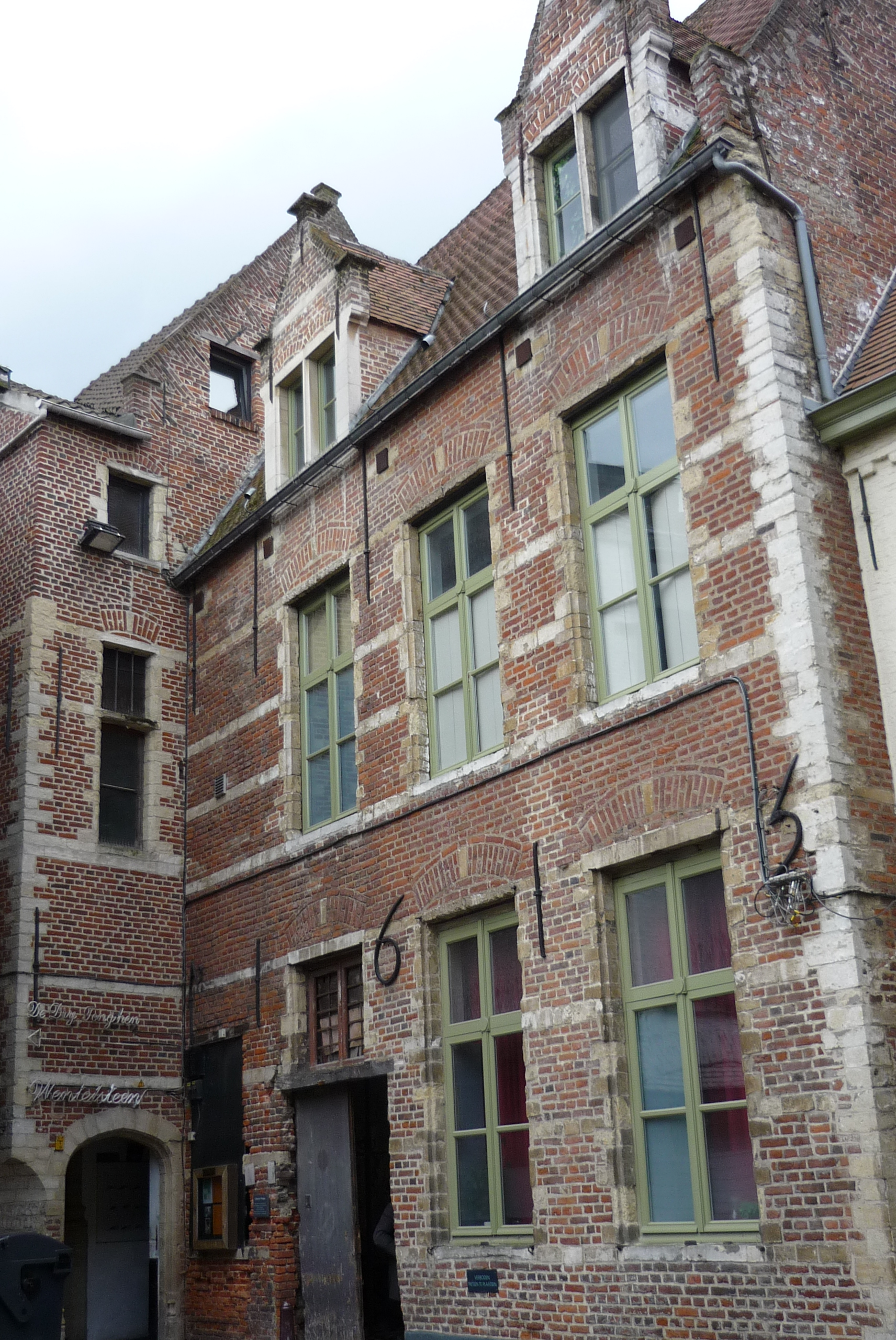
Il "Collegium Trilingue" a Lovanio dove Rescius insegnava il greco.

Rutgerus Rescius compì gli studi di greco a Parigi sotto la guida di Girolamo Aleandro e ottenne il baccalaureato tra il settembre 1513 e il marzo 1514. Insegnò greco privatamente e tra i suoi allievi ebbe anche Ludolf Cock. Durante il 1514 insegnò a Alkmaar e il 4 ottobre 1515 si immatricolò all'Università di Lovanio per studiare legge. Contemporaneamente entrò in servizio presso lo stampatore Dirk Martens come assistente per la pubblicazione di opere in greco, vivendo nella sua casa fino al 1518. Fu proprio in qualità di correttore di Martens che Rescius entrò in contatto con Erasmo da Rotterdam, contatti che si sarebbero poi intensificati quando quest'ultimo si trasferì a Lovanio nel luglio del 1517. Il 1º settembre 1518 ottenne la cattedra di greco al neonato Collegium Trilingue, in questa occasione ricevette i complimenti di Erasmo, sebbene questi avrebbe preferito per quel posto un professore di maggior fama. Nel 1519 fu al centro di un incidente giudiziario causato da Wilhelm Nesen e dai suoi studenti. Questi infatti aveva da poco pubblicato, col nome del fratello, il Dialogus bilinguium ac trilinguium in cui criticava aspramente i teologi dell'Università di Lovanio. Lo scontro tra i teologi dell'università e gli studenti di Nesen crebbe fino a quando qualcuno di questi ultimi fece uno scherzo al rettore Jan Calaber. Rescius venne ingiustamente accusato e imprigionato e ciò provocò immediatamente la reazione di Erasmo, di cui Nesen era un acceso sostenitore, che si impegnò per la sua liberazione e che successivamente lo sostenne durante il processo. Verso il 1525 si sposò con una certa Anna Moons (?-1º gennaio 1585) di Lovanio e si trasferì nella casa di quest'ultima. La possibilità di vivere con la propria famiglia era generalmente esclusa per i professori del Collegium, che metteva loro a disposizione un appartamento all'interno della struttura, al fine di evitare loro distrazioni e permettere agli studenti di avere maggiori possibilità di confrontarsi con loro. Effettivamente gli impegni matrimoniali furono di un certo ostacolo all'attività accademica di Rescius, che si trovò in opposizione all'amministrazione del Collegium Trilingue e che vide la propria situazione patrimoniale peggiorare. Erasmo entrò nella disputa tra il rettore Nicolas Wary e Rescius: al primo, in una lettera del 30 marzo 1527, consigliò di tollerare la situazione vista la difficoltà di sostituire Rescius con una persona altrettanto competente, al secondo scrisse nell'ottobre dello stesso anno per fargli osservare che le pretese del Collegium non erano assurde, consigliandogli di prendere parte alla vita dell'istituto. Tuttavia è ancora lo stesso Erasmo in una lettera del maggio 1532 a Conradus Goclenius, allora rettore del Collegium, ad ammettere a posteriori che l'istituto fu piuttosto cieco concedendo a Rescius la possibilità di vivere in famiglia. Ciononostante la sua indubitabile competenza come grecista ne fece crescere la reputazione al punto che nel 1527 gli venne offerta una cattedra come lettore reale di Francesco I di Francia, che stava ponendo allora le basi per la fondazione del Collège Royal, oggi Collège de France. Tuttavia Rescius declinò la proposta, anche perché questo era il consiglio che gli diede Erasmo nella già citata lettera dell'ottobre 1527. Quando nel 1529 Dirk Martens abbandonò la sua attività editoriale, Rescius decise di fondare una propria casa editrice insieme a un suo studente e affittuario, Johannes Sturm di Schleiden, che si sarebbe distinto in seguito come rettore del Gymnase Protestant di Strasburgo, oggi Gymnase Jean-Sturm. Rescius pubblicò delle apprezzate edizioni dei padri della chiesa greci e di opere di Omero e Senofonte, ma questo non fece che peggiorare i suoi rapporti con il Collegium. Nel gennaio 1536 Rescius cominciò la ristampa delle Institutiones juris civilis in graecam linguam per Theophilum Antecessorem olim traductae, versione di Viglius van Aytta della Parafrasi greca delle Istituzioni di Teofilo Antecessor. Per incrementare le vendite del libro Rescius annunciò una serie di conferenze sull'autore, ma ciò provocò un conflitto tra il Collegium e la facoltà di legge dell'Università di Lovanio. Ancora una volta Erasmo intervenne facendo notare come l'operato del professore potesse essere nocivo per il Collegium, tuttavia la lettera che inviò a Rescius è oggi perduta. Dopo la morte di Goclenius il 25 gennaio 1539, Rescius ne prese temporaneamente il posto. Tuttavia, essendo sospettato di aver abusato dei suoi poteri per ottenere un profitto personale, la nomina di un nuovo rettore venne anticipata. Quest'ultimo fatto inasprì ulteriormente i rapporti tra l'istituzione e lo studioso, che tuttavia continuò ad insegnare al Collegium fino alla morte nel 1545.